# Comando de Institutos Militares
El Comando de Institutos Militares (Cdo II MM) fue un comando del Ejército Argentino con asiento en Campo de Mayo y con dependencia del Estado Mayor General del Ejército.

## Historia
El Comando de Institutos Militares creado en 1964 durante una reorganización del Ejército. Tras suprimir el Cdo II MM en 1983, el adiestramiento, formación, instrucción y perfeccionamiento militar quedó en la Dirección General de Educación creada en 1989.

## Represión

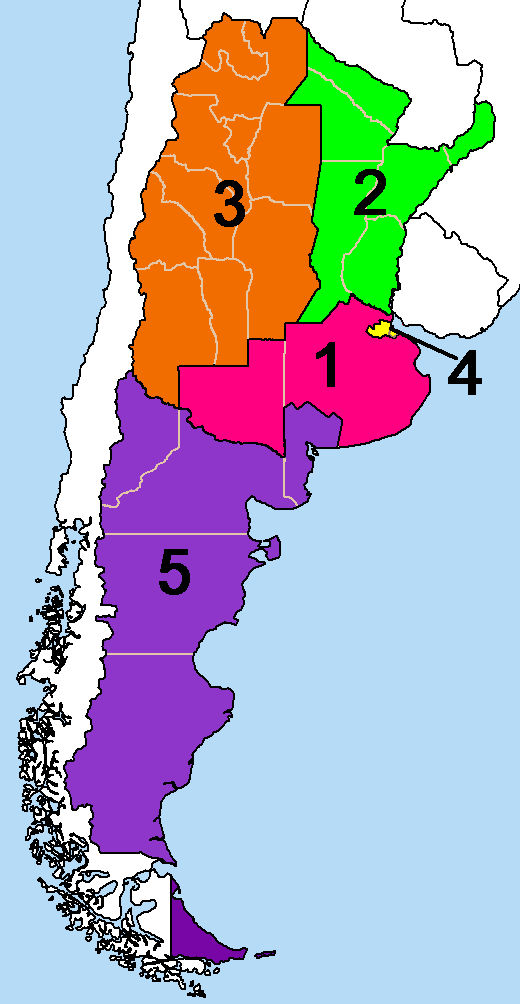
En color amarillo se distingue la jurisdicción de la Zona de Defensa IV.

Desde 1976 en adelante el Comando de Institutos Militares constituyó la Zona 4 por orden 405/76 del 21 de mayo de 1976. En 1981 al crear el IV Cuerpo de Ejército en La Pampa fue modificada denominando en lo sucesivo Zona 6.
Bajo su órbita existieron los centros de detención "El Campito" y "Las Casitas" en dependencias del Destacamento de Inteligencia 201 y la Prisión Militar Campo de Mayo, así como desde mediados de 1977 el Hospital Militar Campo de Mayo.
La Zona 4 bajo la dependencia del Comando en Jefe del Ejército fue una zona con doce partidos de la provincia de Buenos Aires: Tres de Febrero, San Martín, Vicente López, San Isidro, San Fernando, General Sarmiento, Tigre, Pilar, Escobar, Exaltación de la Cruz, Zárate y Campana. Se hallaba dividida en nueve áreas.
Así, el Cdo II MM para la represión ilegal tenía subordinada en su zona toda unidad del Ejército, la Gendarmería Nacional, la Prefectura Naval, la Policía Federal y la Policía de la Provincia de Buenos Aires con asiento en su zona (exceptos aquellos de la Zona 1), y fue reforzado con algunos elementos de apoyo de combate y logísticos del Ejército. La represión ilegal realizada por esos elementos militares tuvo absoluta libertad de acción y apoyo policial.

## Organización
- Comando de Institutos Militares (Cdo IIMM). Campo de Mayo (BA).
  - Colegio Militar de la Nación (CMN). El Palomar (BA).
  - Escuela de Suboficiales "Sargento Cabral" (ESSC). Campo de Mayo (BA).
  - Escuela de Servicios de Apoyo al Combate "General Lemos" (ESPAC). Campo de Mayo (BA).
  - Escuela de Infantería (Ec I). Campo de Mayo (BA).
  - Escuela de Caballería (Ec C). Campo de Mayo (BA).
  - Escuela de Artillería (Ec A). Campo de Mayo (BA).
  - Escuela de Ingenieros (Ec Ing). Campo de Mayo (BA).
  - Escuela de Comunicaciones (Ec Com). Campo de Mayo (BA).